# 奈良交通京都営業所
奈良交通京都営業所（ならこうつうきょうとえいぎょうしょ）は、京都府宇治市槇島町にある奈良交通の営業所。主に新田辺駅、三山木駅を起点とする路線を担当している。

## 沿革
1961年（昭和36年）、奈良電気鉄道が京都地区のバス車庫として宇治市槙島町の国道24号（現・京都府道69号）沿いに開業。
当営業所の路線は、もともとは奈良電気鉄道のバス部門であり、奈良電気鉄道の近畿日本鉄道への合併の際に、京都線（廃止）は、近畿日本鉄道・奈良交通（京都-大和八木間運行）・京阪自動車（現・京阪バス）の共同運行となり、その他の路線は主要地方道枚方水口線（現・国道307号）を境に北を京阪宇治交通（現・京都京阪バス）、南を近畿日本鉄道へ移管された。それらの路線のうち、上狛営業所の担当区域は1973年（昭和48年）3月に奈良交通に移管（奈良営業所管轄）し、1988年（昭和63年）3月に郡山営業所と当営業所の管轄路線となった。
管轄路線は、京田辺市、京都市（伏見区）、宇治市を運行する系統である。向島駅乗り入れ路線は、路線権利確保の意味合いが強いが、当該地域には事実上離れ小島になっている近鉄バス京都営業所の路線もある。
以前は奈良営業所（1988年（昭和63年）3月から郡山営業所、1992年（平成4年）11月から平城営業所）とともに城陽市（国道307号沿いの一部のみ）・井手町・山城町（現木津川市）にも路線があった。

### 年表
- 2001年（平成13年）9月1日：京都支社から京都営業所に改称。
- 2002年（平成14年）4月：西日本ジェイアールバスから、和束線の運行を引き継ぐ。なお、同線の管轄は後に平城営業所へ移管された。
- 2015年（平成27年）2月2日：京都定期観光バスに新規参入し[1]、同路線に使用する車両も配置されるようになる。

## 現行路線

### 京田辺市東部循環線
- 1：三山木駅 → 興戸（） → 京田辺市役所 → 新田辺駅 → 田辺高校 → 草内郵便局前 → 三山木駅（外回り）
- 2：三山木駅 → 草内郵便局前 → 東田辺 → 田辺高校 → 田辺職安前 → 新田辺駅 → 京田辺市役所 → 興戸 → 三山木駅（内回り）

三山木駅 - 常磐苑間は自由乗降区間になっている。
※2010年4月1日運行開始。
※2012年3月20日のダイヤ改正で田辺本町・京田辺市役所経由から加波羅橋前経由（国道307号田辺バイパス）に経路変更したが、2018年10月1日のダイヤ改正で美禅、草内口、東、田辺高校の4停留所を復活させ、加波羅橋前を廃止した上で元の経路（市道草内茂ヶ谷線＝旧国道307号）に戻した。

### 同志社線
- 急行99：三山木駅 → 同志社国際中・高校 → 同志社大学正門 → 同志社女子大学正門 → 三山木駅

平城営業所と共管（2012年3月20日改正 - 2013年4月1日改正、2015年4月1日改正 - 現在）。
- 100：三山木駅 - 同志社国際中・高校 - 同志社大学正門 - 同志社大学デイヴィス記念館
- 101：新田辺駅 - 京田辺駅 - 興戸 - 同志社女子大学正門 - 同志社大学正門 - 同志社大学デイヴィス記念館
- 102：新田辺駅 - 京田辺駅 - 京田辺市役所 - 同志社北門 - 同志社大学デイヴィス記念館
- (系統番号なし)：新田辺駅 → 京田辺駅 → 京田辺市役所 → 同志社北門

100系統・101系統・(系統番号なし)同志社北門行きは、12月30日 - 翌年 1月3日を除く毎日運行。同志社大学の開講日・開講準備期間・毎年4月1日、3月22日（以下 開講ダイヤ実施日）とそれ以外の日（以下 休講ダイヤ運行日）で、バスの運行本数が大きく異なる。
急行99系統・102系統は、開講ダイヤ実施日のみ運行。
なお、祝日開講日や4月1日、3月22日、敬老の日・秋分の日が秋学期の開講準備期間に含まれる場合、土曜日開講ダイヤで運行される。
100系統は、三山木駅 - 自由乗降指定地「同志社口」は、自由乗降区間となっている。
同志社大学多々羅キャンパス閉鎖に伴い、2021年4月1日ダイヤ改正にて「同志社大学多々羅キャンパス」を発着する各系統が廃止された。

### 同志社山手線
- 50：三山木駅 → 二又（） → 同志社山手北 → 同志社山手中央 → 同志社山手西 → さくらの丘公園 → 同志社山手中央 → 同志社山手北 → 二又 → 三山木駅（同志社山手循環）

三山木駅 - 自由乗降指定地「同志社口」は、自由乗降区間となっている。
平城営業所と共管（2015年4月1日改正から。京都営業所担当便は早朝 - 朝ラッシュのみ）。
2015年4月1日改正で同志社線の100系統を多々羅キャンパスまで延伸（110系統）し車両運用が変更となった関係で、同志社線の間合い運用を兼ねている。

### 三山木高船線
- 90：三山木駅 - 多々羅 - 水取
- 91：三山木駅 - 水取 - 打田（） - 高船

三山木駅-二又間を除く全区間が自由乗降になっている。
※90系統は2010年4月1日のダイヤ改正をもって廃止されたのち、2012年3月20日のダイヤ改正で再設定された。

### 向島線
- 75：大川原（）→向島駅
- 76：向島駅 →上島南→大川原

※毎月第二日曜のみ運行。

### 光台循環線
- 36：祝園駅 - けいはんな記念公園 - けいはんなプラザ - 光台八丁目 - けいはんなプラザ - トチノキ通り - 祝園駅

平城営業所と共管

## 撤退・廃止路線

### 宇治田辺線
- 60：新田辺駅 - 近鉄小倉 - 大川原

### 同志社線
- 65：新田辺駅→同志社前→三山木→多賀→新田辺駅
- 66：新田辺駅→多賀→三山木→同志社前→新田辺駅
- 67：三山木駅→同志社前→新田辺駅
- 100：三山木駅→同志社前→二又→三山木駅
- 101：新田辺駅→同志社前→二又→新田辺駅
- 102：新田辺駅→二又→同志社前→新田辺駅
- 110：三山木駅 - 同志社大学正門 - 同志社大学デイヴィス記念館 - 同志社大学多々羅キャンパス
- 111：同志社大学多々羅キャンパス → 同志社大学デイヴィス記念館 → 同志社大学正門 → 同志社女子大学正門 → 興戸 → 京田辺駅 → 新田辺駅
- (系統番号なし)：同志社大学正門 → 同志社大学デイヴィス記念館 → 同志社大学多々羅キャンパス

※2021年4月1日ダイヤ改正にて廃止。110系統・(系統番号なし)多々羅キャンパス行きは、デイヴィス記念館 - 多々羅キャンパス間で三山木東畑線（90系統・91系統）と重複していたが、自由乗降区間となっていなかった。

### 田辺循環線
- 68：新田辺駅 - 東田辺 - 山城大橋 - 奈島
- 69：新田辺駅→東田辺→山城大橋→多賀口
- 1：新田辺駅→長尾谷→茂ヶ谷→新田辺駅（田辺循環内回り）
- 2：新田辺駅→茂ヶ谷→長尾谷→新田辺駅（田辺循環外回り）
- 11：新田辺駅→京田辺市役所→茶屋前→新田辺駅（田辺北循環内回り）
- 12：新田辺駅→茶屋前→京田辺市役所→新田辺駅（田辺北循環外回り）
- 96：新田辺駅～田辺本町～茂ヶ谷

※ 96系統は2008年3月17日のダイヤ改正をもって、1・2・11・12系統は2010年4月1日のダイヤ改正をもってそれぞれ廃止された
96系統の廃止後、2008年5月10日に京阪バス田辺営業所が京田辺市草内能戸12番地の2から京田辺市田辺茂ヶ谷20番地に移転（同時に京田辺営業所に改称）したことに伴う大規模なダイヤ改定・路線再編により、京田辺69号経路として運行されている。その後、1・2・11・12系統も廃止されたことで、新田辺駅以北の田辺循環線のエリアは京阪バスに完全移管された。

### 三山木高船線(三山木東畑線)
- 69：高船→打田→水取→三山木駅→同志社大学正門→京田辺市役所
- 71：高船 - 打田 - 水取 - 三山木駅 - 京田辺市役所

※ 三山木東畑線は2001年4月6日のダイヤ改正をもって打田-東畑鳥谷間が廃止され、同時に打田-高船間が新設されて三山木高船線となった
※ 71系統は2010年4月1日のダイヤ改正をもって廃止された

### 山城線
- 61：新田辺駅 - 同志社大学正門 - 多々羅 - ウェルサンピア京都
- 62：三山木駅 - 多々羅 - ウェルサンピア京都
- 63：三山木駅 - 多々羅 - ウェルサンピア京都 - 水取
- 64：三山木駅→同志社大学正門→ウェルサンピア京都
- 70：京田辺市役所 - 茶屋前
- 72：三山木駅→高木→京田辺市役所
- 93：三山木駅 - 多賀 - 山城大橋 - 新田辺駅
- 94：新田辺駅→興戸→三山木→多賀→新田辺駅
- 95：新田辺駅→多賀→三山木→興戸→新田辺駅
- 97：新田辺駅 - 三山木 - 上狛車庫前

※これらの路線は郡山営業所→平城営業所所属車が担当したこともあった。

### 飯岡線
- 92：三山木駅→飯岡口→飯岡→三山木駅

※ 2010年4月1日のダイヤ改正をもって廃止された。

### 和束木津線
- 65：木津駅 - 鹿背山（） - 加茂駅 - 和束町小杉

※ 2010年10月1日のダイヤ改正をもって廃止された。
- 66：加茂駅 - 奥畑口 - 和束山の家 - 和束中学校 - 原山 - 和束町小杉

※平城営業所へ路線運行が移管（前述）された後、2023年4月1日のダイヤ改正をもって原山より先和束町小杉区間が廃止され66系統とし運行は終了。
備考
- 元・西日本ジェイアールバス加茂営業所（廃止）の路線を引き継いで運行する路線であったが、2023年4月1日のダイヤ改正後は原山（※同ダイヤ改正で「和束町原山」に改称）止りに短縮された[7]。当線は地域間幹線系統として、国・京都府の補助を受けている[8]。
- 加茂駅 - 井平尾間が自由乗降区間に指定されていた。